# میدان نفتی مشتاق
میدان نفتی مشتاق، از میدان‌های نفتی ایران می‌باشد، که در استان خوزستان در فاصله ۲۳ کیلومتری شهر سوسنگرد و در ناحیه دزفول شمالی و در شرق میدان نفتی پایدار غرب واقع شده‌است. میدان نفتی مشتاق هم‌اکنون از میادین نفتی تحت مدیریت شرکت نفت و گاز اروندان بشمار می‌آید. اروندان از شرکت‌های تابعه شرکت ملی نفت ایران محسوب می‌شود.
اولین چاه اکتشافی در سال ۱۳۴۱ (مشتاق -۱) در قله شمال‌غربی و خیلی نزدیک به راس تاقدیس حفر گردید. هدف اصلی از حفاری این جاه ارزیابی سازند آسماری و در صورت امکان افق‌های عمیق‌تر بوده‌است. مطالعات لرزه نگاری بعدی نشان داد که محل ورود به سازند آسماری در این چاه حدود ۵۰ متر پایین تر از بالاترین منطقه این قله بوده‌است. چاه مشتاق-۲ در سال ۱۳۶۱ در بالاترین نقطه قله جنوب شرقی انتخاب و حفر گردید.